# Comuna Bașukî, Kremeneț
Bașukî (în ucraineană Башуки) este o comună în raionul Kremeneț, regiunea Ternopil, Ucraina, formată din satele Bașukî (reședința) și Novîi Oleksîneț.

## Demografie
Componența lingvistică a comunei Bașukî
     Ucraineană (98,77%)
     Maghiară (1,03%)
     Alte limbi (0,19%)
Conform recensământului din 2001, majoritatea populației comunei Bașukî era vorbitoare de ucraineană (98,77%), existând în minoritate și vorbitori de maghiară (1,03%).